# Bijenkorf (voorwerp)

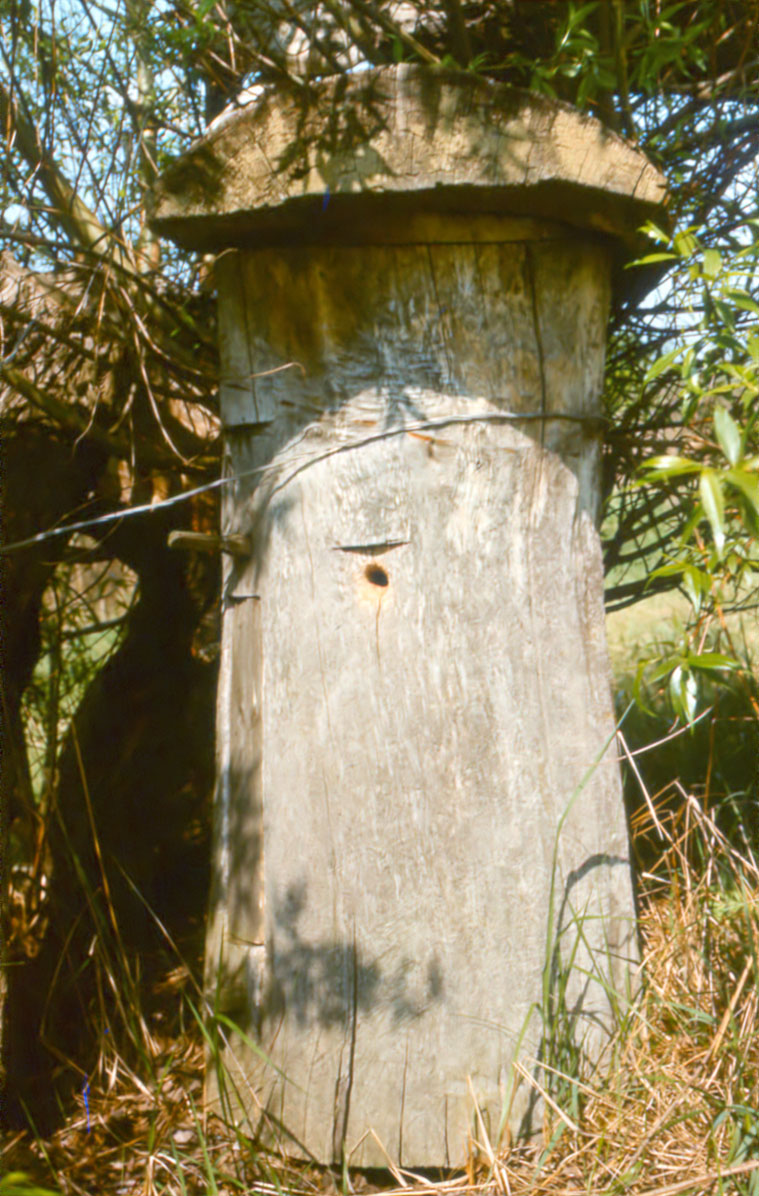
Kloskorf of bijenklos

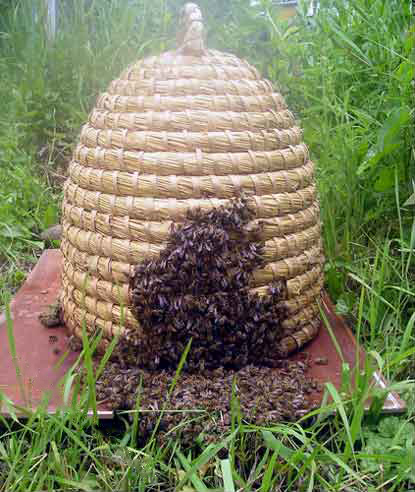
Een strooien bijenkorf

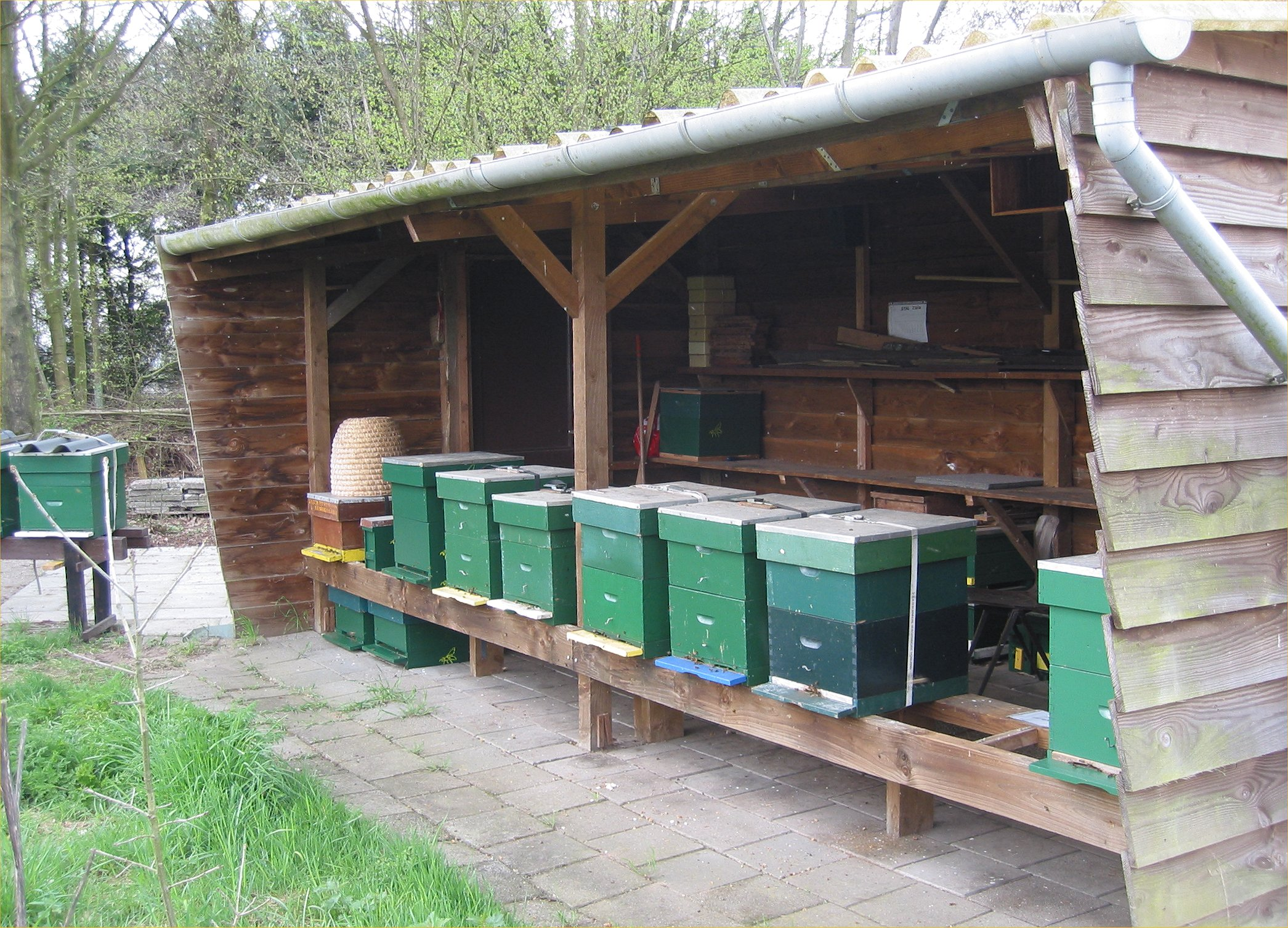
Bijenkasten in een bijenstal

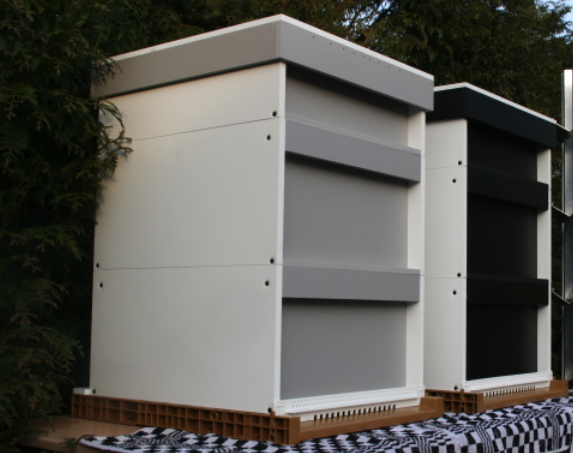
Een kunststof bijenkast

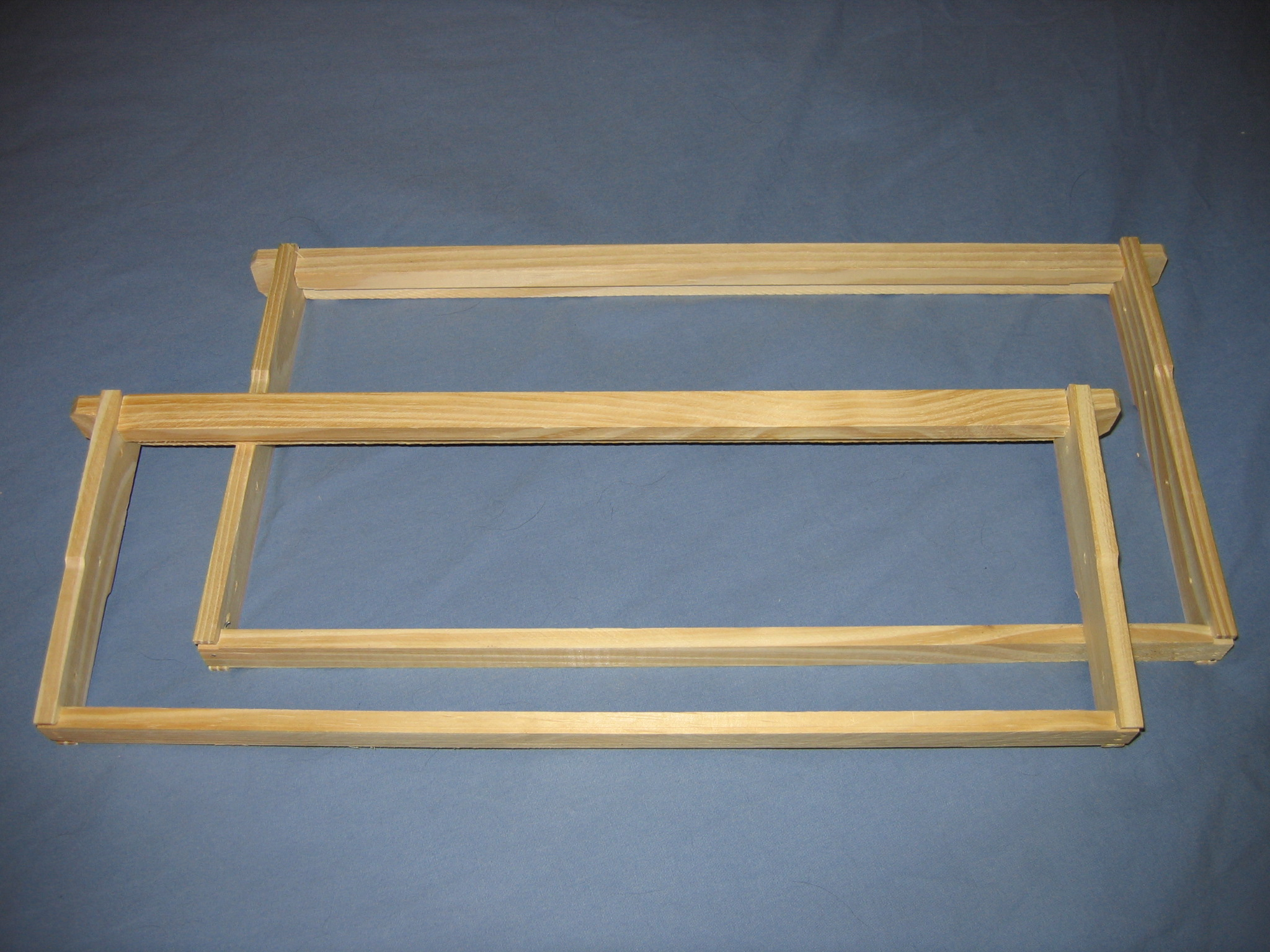
Honingraam

Een bijenkorf, ook wel bijenkast of kloskorf, is een door de mens vervaardigd onderkomen voor de honingbij.

## Geschiedenis
Bijen in de natuur leven in holle bomen. Om honing te verkrijgen klom de mens uit de oudheid in de boom en oogstte zo de honing. Door de eeuwen heen heeft de mens verschillende soorten van bijenverblijven gemaakt, voornamelijk gericht op het gemakkelijk verkrijgen van een honingoogst.

## Kloskorf of bijenklos
De oudst bekende door de mens gemaakte bijenwoningen zijn kloskorven. Dit zijn uitgeholde boomstammen met een wanddikte van een paar centimeter. Er wordt een gat in gemaakt waar de bijen in en uit kunnen vliegen en dat als luchtgat dient. In de uitgeholde cilindervormige ruimte aan de binnenkant worden vaak enkele houten stokken dwars geplaatst om de bijenraten die de bijen gaan bouwen te stutten. De kloskorf is aan de bovenkant afgedekt maar toegankelijk voor de honingoogst. Ook zijn er kloskorven in liggende positie of half liggende positie. De vroegste archeologische bewijzen van kloskorven dateren van 3380 voor Christus.

## Bijenkorf
Vanaf de middeleeuwen begonnen de bijenkorven hun intrede te doen in Europa.
Veelal hadden gebieden in de lage landen hun eigen specifieke traditionele bijenkorf.
De meeste bijenkorven werden uit (rogge)stro of buntgras vervaardigd. Maar ook werden wilgentenen gebruikt zoals in Brabant en in Limburg. Korven werden ook wel besmeerd met koemest of leem. Aan de binnenkant werden ze gespijld. De spijlen boven in de korf gaven richting aan de raatbouw, en de spijlen dwars door de korf gaven stevigheid aan de door de bijen te bouwen raten (en aan de korf).
De spijlen werden vaak gemaakt van eenjarige takken van de Hondskers. Ze kregen aan één kant een punt om ze goed door het stro te kunnen duwen. De stompe achterkant van de spijl moest niet geheel in het stro verdwijnen, want dat maakt het later weer verwijderen van de spijlen (als de raten weer moesten worden uitgebroken) een stuk lastiger.
Het nadeel van bijenkorven was dat het verwijderen van de honing gepaard ging met schade aan het broed en aan de bijen. Vaak werden de korven beschadigd met het oogsten en moesten de bijenkorven regelmatig gerepareerd of vervangen worden.
Een bijenkorf werd vroeger altijd gemaakt door een speciale ambachtsman: de bijenkorfvlechter.

## Bijenkast
Tegenwoordig gebruikt men in de bijenhouderij houten kasten met honingramen waarin de bijenraten zitten. Deze ramen hebben standaardafmetingen, zodat de imker ze kan uitwisselen tussen verschillende kasten. Het is daardoor mogelijk om de bijenkast te inspecteren en makkelijk honing te oogsten, broed uit te wisselen tussen kasten enz.
Met honingoogst wordt het raam met honing eruit genomen en vervangen door een leeg raam of een raam met een stuk kunstmatig vel van bijenwas waar een honingraatpatroon in is aangebracht. In het nieuwe raam gaan de bijen weer aan de gang met bouwen met hun raat. De bijenkast met uitneembare ramen werd in 1838 uitgevonden door de Poolse priester Jan Dzierzon.
Bij het bepalen van de afmetingen van de honingramen, moet er rekening mee worden gehouden dat bijen openingen, waar ze zelf niet door kunnen, zullen afdichten met bijenlijm (propolis). Het is dus van belang dat er voldoende ruimte is tussen het raam en de wand van de kast, anders zal het uitnemen van een raam een lastig karwei worden.
In de moderne tijd zijn ook speciale bijenverblijven van licht materiaal gemaakt (o.a. polypropeen en polyetheen) met het oog op een gemakkelijke verplaatsing van de bijenkasten voor de bestuiving van kassen en gewassen op verschillende plaatsen tijdens het drachtseizoen.

### Modellen
Een schier oneindige variatie aan bijenkastenmodellen wordt aangeboden. Alleen al in het Duitstalige gebied zijn meer dan 200 verschillende modellen bekend.
Gebruikelijke modellen zijn:
| Naam               | Oorsprong           |                                                                                               |  |
| ------------------ | ------------------- | --------------------------------------------------------------------------------------------- |  |
| Britse standaard   | Verenigd Koninkrijk | gebruikelijkste kastvorm in de UK en Ierland                                                  |  |
| Dadant             | Verenigde Staten    | ontwikkeld door Charles Dadant                                                                |  |
| Duitse normaalmaat | Duitsland           | Duitse compromisvorm uit 1948-1950, gebruikelijkste kast in Duitsland, vooral Noord-Duitsland |  |
| Langstroth         | Verenigde Staten    | gebruikelijkste kastvorm wereldwijd                                                           |  |
| Simplex            | Nederland           | afgeleid van de WBC                                                                           |  |
| Spaarkast          | Nederland           | gebruikelijkste vorm in de Lage Landen                                                        |  |
| WBC                | Verenigd Koninkrijk | traditionele Engelse vorm, gebaseerd op fruitkisten                                           |  |
| Zander             | Duitsland           | ontwikkeld door de bioloog Enoch Zander                                                       |  |

## Bijenstal
Een aantal korven of kasten die onder een afdak zijn verzameld noemt men een bijenstal of bijenhal.

## Bijenkorf als symbool
De bijenkorf kent ook een symbolische functie, namelijk die van vlijt. Vaak wordt de bijenkorf afgebeeld met een aantal bijen. Dit symbool komt o.a. binnen de vrijmetselarij voor.
Samen met een gesel en bisschopsornaat is een bijenkorf het attribuut van de H. Ambrosius; met een inktkoker, pen en papier ook van Bernardus van Clairvaux, de stichter van de orde der cisterciënzers, 1153.
De bijenkorf wordt ook in de heraldiek gebruikt.

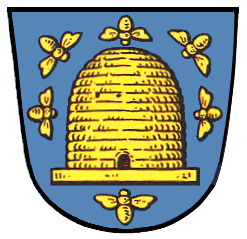
Bijenkorf in het wapen van Bockenheim